# HlídacíPes.org
HlídacíPes.org je české nezávislé zpravodajské médium. Zabývá se především politickými tématy, zneužíváním moci a problémy úrovně demokracie v Česku. Bylo založeno v dubnu 2014 Ondřejem Neumannem. Je napojeno na „Ústav nezávislé žurnalistiky“, který vznikl s podporou Nadačního fondu českých průmyslníků. Jedná se o reakci na tehdejší změny v majetkové struktuře českých tištěných médií – zejména na vliv Andreje Babiše a na úsporná opatření v těchto tiskových orgánech, která údajně ztěžují investigativní práci novinářů. Obsah vytvářejí redaktoři Robert Břešťan, Robert Malecký, Vojtěch Berger, Tereza Engelová a externí přispěvatelé, mezi nimiž jsou například Adam Drda, Jan Urban, Mojmír Hampl, a další.
Ústav má správní radu, která za projekt zodpovídá. Předsedkyní se stala Lenka Černá, dále v radě zasedají Ivana Millerová, novinář Michal Musil, odborník na mediální a autorské právo Aleš Rozehnal a Michal Uryč.
Texty redaktoři buď sami publikují či je dodávají vybraným médiím. Web se zaměřuje na investigativní žurnalistiku. Mezi tematické okruhy, jimž se průběžně věnuje, patří mj. hospodářské a politické zájmy Ruska a Číny v České republice, média ve stínu velkých podnikatelů, občanská práva a svobody, energetika a její budoucnost, pravidla vytvářená Evropskou unií a datová žurnalistika.

## Financování
Projekt je financován z darů, v počátku jej podporoval Nadační fond českých průmyslníků, který založili podnikatel Jaroslav Veverka (společnost Noen), předseda představenstva Sigma Group Milan Šimonovský a šéf firmy AC Technologies Jiří Šlosr. Tato Nadace už ale činnost dále nevykazuje.
Projekt podporuje formou grantů například Nadační fond na podporu nezávislé žurnalistiky, peníze získává i z crowdfundingu, přímých darů čtenářů i prostřednictvím speciálních tištěných publikací (Mapa české justice, ZE-MAN, Babiš...). Dále redakce příležitostně prodává obsah a analýzy dalším redakcím,  i v zahraničí. V roce 2015 spolupracovala s médii Česká justice, Český rozhlas, Datová žurnalistika, Echo24, EurActiv, Forbes, Hospodářské noviny, Houpací osel, Kohovolit.eu, Mediář, Nadace Open society fund, Přítomnost, Reportér, Samizdat – datová žurnalistika a Týden.

## Historie
Web Hlídací pes vznikl v dubnu 2014, tedy ještě předtím, než byla založena nezisková organizace zvaná „Ústav nezávislé žurnalistiky“. Tu v září 2014 uvedl v život Ondřej Neumann a stal se jejím ředitelem. Na den lidských práv 10. prosince 2014 se ze soukromého blogu stal zpravodajský web.
V lednu 2015 se šéfredaktorem webu, který působil již pod názvem Hlídací pes, stal Robert Břešťan. V červnu 2017 byla spuštěna nová modernější podoba webu. Vznikly také dvě nové regionální pobočky („mutace") pro Olomouc a Ústí nad Labem. Cílem těchto nových verzí je zaměřit se na politiku v krajích Česka mimo Prahu.

## Ocenění
- 2015 Novinářská cena – psaná žurnalistika, Robert Břešťan za článek „Jestli si nás Rusko koupí“[8]
- 2015 Křišťálová lupa – kategorie Obsahová inspirace, 2. místo[9]
- 2016 Novinářská cena – Redakce HlídacíPes.org za sérii textů k čínské společnost CEFC[10]
- 2016 Křišťálová lupa – kategorie Obsahová inspirace 2. místo, kategorie Zpravodajství, 7. místo[11]
- 2017 Novinářská cena – regionální žurnalistika, Robert Malecký za sérii článků Čistky v severočeských galeriích a muzeích[12]
- 2017 Křišťálová lupa – vítěz kategorie Obsahová inspirace[13]
- 2018 nominace na Novinářskou cenu – Robert Malecký za sérii článků o ústecké vládní koalici[14]